# Libocedrus bidwillii
Libocedrus bidwillii  — вид хвойних рослин родини кипарисових.

## Поширення, екологія
Країни проживання: Нова Зеландія (Північний о-в, Південний о-в). Росте на висотах від 250 до 1850 м над рівнем моря, в сирих гірсько-субальпійських вічнозелених змішаних тропічних лісах, росте разом з Dacrydium cupressinum (на більш низьких висотах), Halocarpus biformis, Phyllocladus trichomanoides var. alpinus, Podocarpus cunninghamii. Частими покритонасінними є Metrosideros umbellata, Nothofagus solandri, Quintinia acutifolia і Weinmannia racemosa. L. bidwillii є хорошим прикладом долгоживучих хвойних (макс. 800–1000 років). Ґрунт має високий вміст органічних речовин. Клімат надвологий, з великою кількістю опадів і частими туманами, літо коротке і прохолодне.

## Морфологія
Дерево до 21 м у висоту і 100 см діаметра з голим стовбуром з від пірамідальної до конічної формою кроною важких, майже горизонтально розлогих гілок. Кора паперова, лущиться вузькими, тонкими смужками. Дорослих дерев листки майже рівні, близько 2 мм завдовжки, трикутні, гострі. Є окремі чоловічі та жіночі шишки, які ростуть на одному дереві. Пилкові шишки 7–11 мм завдовжки, ростуть поодинці на кінцях коротких гілочок. Шишки яйцеподібні, завдовжки близько 7–8 мм, і складаються з чотирьох деревних лусок.

## Використання
Червонувата деревина цього виду не надто цінна, оскільки легко розщеплюється. Як декоративне дерево посаджене більш часто, ніж Libocedrus plumosa, вид рівнин Нової Зеландії, але як і раніше обмежується дендраріями та іншими колекціями дерев у великих садах.

## Загрози та охорона
Історичне обезлісення імовірно мало негативний вплив на області розміщення цього виду. Майже всі природні 'старовікові' деревостої тепер захищені. Багато з них зустрічаються в гірських лісах.